# بريدراج شوبوت
بريدراج شوبوت (بالصربية: Предраг Шупут) مواليد 1 يونيو 1977 في غوسبيتش، جمهورية كرواتيا الاشتراكية، هو لاعب كرة سلة صربي. بدأ مسيرته الاحترافية في سنة 2000.

## المسيرة الاحترافية
لعب مع نادي بارتيزان لكرة السلة من سنة 2004 إلى 2006، ثم لعب مع بروس باسكتس في الدوري الألماني من سنة 2007 إلى 2012، ثم لعب مع نادي سيدفيتا لكرة السلة في موسم 2012–2013.

## روابط خارجية
- بريدراج شوبوت على موقع الدوري الأوروبي لكرة السلة (الإنجليزية)
- بريدراج شوبوت على موقع كرة السلة الأوروبية.كوم (الإنجليزية)
- بريدراج شوبوت على موقع ريلجم (الإنجليزية)
- بريدراج شوبوت على موقع بروبوليرز (الإنجليزية)
- بريدراج شوبوت على موقع سبورتس رفرنس (الإنجليزية)